# Autofocus
L'autofocus (terme igual que en anglès, abreujat AF) és un automatisme d'una càmera fotogràfica o qualsevol altre aparell òptic que permet l'enfocament d'un motiu de forma automàtica. Hi ha dos tipus d'autofocus: actiu, que pot funcionar en total foscor i, passiu, que empra la llum reflectida del motiu.

## Autofocus actiu
L'autofocus actiu funciona en dos passos: primer es determina la distància a l'objecte; posteriorment s'ajusta l'enfocament en funció de la distància obtinguda. L'autofocus actiu pot funcionar en absoluta foscor.

### Ultrasons
Aquest autofocus per ultrasò s'inclou des de 1982 en diferents càmeres Polaroid. L'avantatge és un funcionament extremadament ràpid, ja que no es realitzen proves d'enfocament. El desavantatge és que no permet una elecció precisa del motiu a enfocar i que no funciona a través de lents ni miralls, ja que no es tracta d'un sistema òptic i els raigs emprats no els travessen. Tampoc és possible l'enfocament a través d'un vidre (finestra, etc.).

### Infrarojos
El sistema d'autofocus per infrarojos sol basar-se en la triangulació. La càmera emet una llum infraroja i analitza la llum reflectida del subjecte. Sol usar-se en càmeres de pel·lícula compactes com les Nikon 35TiQD, 28TiQD o Cànon AF35M, així com en algunes càmera de vídeo.

## Autofocus passiu
Avui dia, el passiu és el sistema d'autofocus més estès. Les dues tècniques fonamentals en què es basa són la comparació de fase i la mesura del contrast. Per a un correcte funcionament de l'autofocus passiu cal una il·luminació suficient i un objecte amb cert relleu. El problema se soluciona mitjançant una llum auxiliar que il·lumini el motiu.

### Comparació de fase
El mètode de comparació de fases és el millor i més antic sistema d'enfocament passiu. Però, és un mètode complex i requereix un sensor especial. La direcció de l'enfocament pot determinar des de la primera mesura.
El mètode va ser utilitzat en el xip Visitronic de Honeywell el 1976. La primera càmera fotogràfica en incloure'l va ser la Konica C35-AF. El principi es basa en la triangulació de la distància de l'objecte, mitjançant l'ús de dos sensors a través de la mateixa lent. La distància es determina per la diferència de les imatges captades per ambdós sensors. El resultat és un enfocament ràpid i precís. A causa del seu alt cost i complexitat, el seu ús queda restringit a algunes càmeres reflex d'alta gamma.

### Avaluació del contrast
L'autofocus per avaluació del contrast es basa en el principi que una imatge desenfocada posseeix menor contrast, mentre que una imatge enfocada té un major contrast, especialment en els contorns o relleus de les figures. Ja que la càmera no coneix la distància de l'objecte, no n'hi ha prou amb una sola avaluació del contrast per a realitzar l'enfocament. Una vegada realitzades dues proves de contrast amb diferents enfocaments, no només pot ja la màquina saber en quina direcció moure l'enfocament, sinó que per extrapolació podria fins a arribar a realitzar l'enfocament. Normalment es realitzen diverses proves de contrast mentre es mou el focus, quan el contrast és màxim l'objecte està enfocat.
Aquest mètode sol fallar en enfocar superfícies planes sense contrast o contorns (cel clar, paret, etc.), Així com en escenes d'escassa il·luminació.
El mètode d'enfocament passiu sol estar incorporat en càmeres de vídeo i càmeres fotogràfiques digitals compactes.

### Il·luminació auxiliar
Per solucionar el problema de manca de llum en l'enfocament passiu, s'usa una il·luminació auxiliar. La llum auxiliar sol ser vermella o d'infrarojos (invisible). No es tracta d'una il·luminació homogènia, sinó de la projecció sobre el motiu d'un patró de llum amb línies verticals. L'avantatge d'aquest patró de línies és que possibilita l'enfocament fins i tot en superfícies planes que de per si no presenten cap contrast, pel que pot usar-se fins i tot en situacions d'il·luminació suficient. Aquest tipus de llum auxiliar sol trobar-se en el flaix. Un sistema més econòmic sol ser el d'il·luminar amb el mateix flaix mitjançant curts espurnes de llum. El desavantatge del mètode és que no serveix per enfocar superfícies planes sinó només objectes amb relleus.